# Antonio Michela-Zucco
Antonio Michela-Zucco, né le 15 février 1815 à San Giorgio Canavese et mort le 24 décembre 1886 à Quassolo, est un professeur et un inventeur italien qui a mis au point l'une des premières sténotypes.

## Biographie
Antonio Michela-Zucco invente l'une des premières sténotypes en 1860. Il utilise un clavier de piano modifié avec deux groupes de six touches blanches et quatre noires pour générer un système spécial de symboles de sténographie, plutôt que des notes de musique.
Le sténotype de Michela-Zucco est utilisé à partir de décembre 1880 dans au Parlement italien.